# هنری بالدوین
هنری بالدوین (Henry Baldwin) (14 ژانویه ۱۷۸۰ میلادی - ۲۱ آوریل ۱۸۴۴ میلادی)، قاضی دستیار دیوان عالی ایالات متحده آمریکا از ۶ ژانویه ۱۸۳۰ تا ۲۱ آوریل ۱۸۴۴ میلادی بود.

## زندگی‌نامه
بالدوین که از نسل خانواده بریتانیایی اشرافی قرن هفدهم بود، در نیوهیون کنتیکت بدنیا آمد. او پسر مایکل بالدوین و تئودور والکوت بود. او برادر ناتنی آبراهام لینکلن بود. وی در مدرسه هاپکینز شرکت می‌کرد و BA خود را در سن ۱۷ سالگی از کالج ییل در ۱۷۹۸ میلادی کسب نمود. همچنین در مدرسه حقوق لیچفیلد شرکت کرده و در ۱۷۹۸ «حقوق خواند». سپس بالدوین به پیتسبرگ رفته و در آنجا فعالیت‌های حقوقی موفقیت‌آمیزی داشت. او در شمال شهر بر روی کوره‌های آهن سرمایه‌گذاری کرد که موجب نقل مکان به شهرستان کارفورد پنسیلوانیا شد و در آنجا اولین دادستان ناحیه شده از ۱۷۹۹ تا ۱۸۰۱ میلادی خدمت نمود. همچنین ناشر «درخت آزادی» بود که روزنامه‌ای دموکرات-جمهوری‌خواه بود.
بعد از مرگ اولین همسرش مارانا نورتون، بالدوین با سلی الیکوت ازدواج کرد. بالدوین در کنگره ایالات متحده در ۱۸۱۶ میلادی به عنوان عضوی از حزب دموکرات-جمهوری‌خواه انتخاب شد و چهاردهمین حوزه انتخابیه پنسیلوانیا را نمایندگی کرد. او دوبار انتخاب شد اما در مه ۱۸۲۲ میلادی به دلیل وضعیت ضعیف سلامتیش استعفا نمود. قبل از استعفا از کنگره در ۱۸۲۲، بالدوین بذرهای یکی از متحدین سیاسی آینده را با ژنرال جکسون کاشت، بدین صورت که توصیه کرد کنگره تحقیقاتش را در حوزه تجاوز نظامی غیرتحریمی در فلوریدا را لغو نماید. جکسون در ۱۸۲۸ میلادی، خدمات سیاسی بالدوین در پنسیلوانیا و نقش مشورتی در کمپین‌های ریاست جمهوری ۱۸۲۴ و ۱۸۲۸ را با نامزدی او در پست کابینه وزارت خزانه‌داری قدردانی نمود. اولین تلاش جکسون در نامزدی در سنا و توسط جان کالهون نایب رئیس‌جمهور مسدود شد که دلیل آن عمدتاً موضع قوی بالدوین در جهت سیاست‌های تعرفه-بالا بود. بالدوین در این سمت تا اواخر ۱۸۲۹ میلادی خدمت نمود. معروفیت سیاسی او را می‌توان به سرمایه‌گذاری خصوصی او در زمینه رشد اقتصادی پیتسبرگ مرتبط دانست. او از طرفداران برجسته تعرفه‌های محافظتی در خانه نمایندگان بود. وی از جمهوری‌خواهان مستقل و فدرالیست‌ها برای حمایتش از تعرفه‌های محافظتی به عنوان یکی از ابزارهای ملی حمایت دریافت نمود. وی قویاً از انتخاب اندرو جکسون در انتخابات ۱۸۲۴ و ۱۸۲۸ حمایت کرد. هنگامی که باشرود واشینگتن بعد از سی و دو سال خدمت در دادگاه عالی فوت کرد، رئیس‌جمهور برای جانشینی او به بالدوین روی آورد. در ۶ ژانویه ۱۸۳۰ میلادی، سنا نامزدی بالدوین را در دادگاه عالی با نسبت ۴۱ به ۲ با وجود تلاش‌های نیروهای کالهون تأیید نمود. تنها معاندین، دو سناتور اهل ایالت خانگی کالهون یعنی کارولینای جنوبی بودند. در ۱۸ ژانویه ۱۸۳۰ میلادی، بالدوین قسم حقوقی جهت دستیار قاضی شدن را یاد نمود.
بالدوین در ۱۸۳۱ میلادی از دادگاه انصراف داد. او در نامه‌ای به رئیس‌جمهور جکسون در رابطه با توسعه قدرت‌های دادگاه شکایت نمود. برخی از مورخان معتقدند که بالدوین طی این دوره دچار مشکلات ذهنی بود. با این حال او به خدمت در دادگاه تا زمان مرگش در فیلادلفیای پنسیلوانیا ادامه نمود. بالدوین در ۱۸۳۸ میلادی به عنوان عضوی از مجمع فیلسوفان آمریکا انتخاب شد.

## دیدگاه‌ها
قاضی بالدوین شخصاً درگیر پرونده‌هایی بود که در مورد برده‌داری تصمیم گرفته می‌شد. در پرونده «جانسون در مقابل تامپکینز»، با مشخصات 13 F. Cas. 840 (C.C.E.D. Pa. 1833) او به هیئت منصفه دستور داد که گرچه وجود برده‌داری «در چارچوب تمامی ایده‌های حقوق طبیعی و عدالت منزجر کننده است»، هیئت منصفه باید برای وضعیت قانونی برده‌داری احترام قائل شوند. او در پرونده «ایالات متحده در برابر آمیستاد» تنها معارض بود، پرونده‌ای که در آن قاضی دستیار جوزف استوری تصمیم دادگاه را برای آزادی ۳۶ بزرگسال آفریقایی به همراه کودکان ربوده شده در عرشه اسکونر «لا آمیستاد» اعلان نمود. قاضی بالدوین در پرونده «گرووز در مقابل قتل‌عام» با مشخصات 40 U.S. (15 Pet.) ۴۴9 (1841) به‌طور قطع عقایدش را مبنی بر اموال بودن بردگان و شخص نبودن آن‌ها طبق قانونی اساسی بیان نمود.
قاضی بالدوین در پروندهٔ فدرال دیگری «مجوزها و قیود مصونیت» قانون اساسی را تفسیر نمود. این پرونده که «مگیل در مقابل براون» نام داشت با مشخصات 16 Fed. Cas. 408 (C.C.E.D. Pa. 1833) که در آن قاضی بالدوین بیان داشت: «لذا ما مردم این ایالت باید مجوزها و مصونیت‌های شهروندان این ایالت را برای تمامی مردم سایر ایالت‌های اتحادیه به رسمیت بشناسیم.» این مسئله در نهایت مبدل به دیدگاهی شد که توسط دادگاه عالی پذیرفته شده و به همین ترتیب ادامه یافت. همچنین او قیود را در dictum، هنگامی که برای دادگاه در پرونده «رود آیلند در مقابل ماساچوست» با مشخصات 37 U.S. (12 Pet.) ۶۵۷, ۷۵1 (1838) صحبت می‌کرد نیز به همین صورت تفسیر نمود (در هر ایالت «براساس قانون اساسی توافق حاصل شده که در هر ایالت دیگر حقوق، مجوزها و مصونیت‌ها در هر کدوم نیز باید برقرار باشند»).
گرچه که عقاید قاضی بالدوین در دادگاه و رساله‌اش از نظر سیاسی و قانون در تضاد با اثرات مارشال بر روی دادگاه قرار داشت، او همچنان با جان مارشال دوست بوده و از تحصین کنندگان وی بود. او به مارشال نوشت: «هیچ مفسری تا به حال صادقانه‌تر از متن پیروی نکرده یا هیچگاه تفسیری سازگارتر با قصد و زبان دقیق انجام نداده‌است». بالدوین هنگامی که قاضی ارشد مسن، مارشال در ۱۸۳۵ میلادی فوت کرد کنار بالین او بود.
قاضی بالدوین رساله‌ای را تألیف کرد با عنوان: «دیدگاه کلی از منشأ و طبیعت قانون اساسی حکومت ایالات متحده: استنباط شده از تاریخ سیاسی و شرایط مستعمرات و ایالات». بالدوین با دو مکتب تفسیری از قانون اساسی مخالف بود: مکتب ساخت‌گرایان دقیق و لیبرال. به همین شکل دیدگاه‌های او از مسیری بین سرحدات حقوقی ایالات از یک سو و ملی‌گرایان از سوی دیگر پیروی می‌نمود.

## پرونده‌های بحرانی

### وورسستر در مقابل جورجیا (۱۸۳۲)
پرونده‌ای که نشان می‌داد سوابق ثبت شدهٔ عقاید مکتوب و جسارت‌های سیاسی بالدوین مسلماً با هم سازگاری نداشته و همچنین سبک منحصر به فرد حقوقی در پرونده «وورستر در مقابل جورجیا (۱۸۳۱)» داشته‌است. در آنجا قانون اساسی مورد بحث یکی از «قوانین سرخپوستان» بود که توسط قانونگذار ایالتی جورجیا گذرانده شده بود و مردان سفیدپوست را از اقامت در قلمروی چروکی بدون مجوز از ایالت را منع می‌کرد. ساموئل وورستر و الیزور باتلر دونفر از فرستادگانی که در چروکی زندگی می‌کردند در مارس ۱۸۳۱ میلادی به دلیل نقض آن اساسنامه دستگیر شدند. دادگاه عالی شهرستان گوینت جورجیا، دادگاهی که اعلام کرد آن‌ها کارمندان فدرالی هستند که از آن قانون مستثنی می‌باشند، نتیجتاً وورستر و باتلر آزاد شدند. وورستر و باتلر مجدداً دستگیر شدند، آن‌ها از متهم به نقض قانون اساسی شده و به چهار سال زندان محکوم شدند. آن‌ها عفو شدند اما امتناع کرده و پرونده را به دادگاه عالی فرستادند. دادگاه عالی این پرونده را دریافت کرد چون متصدی دادگاه شهرستان به این «حکم تصحیحی» پاسخ داده بود و قاضی نیز هیچگاه آن را امضا نکرده بود. ایالت جورجیا هیچگاه در دادگاه حاضر نشد و به‌طور عمومی اعلام کرد که هرگونه قرار دادگاه که به دنبال براندازی حکم باشد را رد خواهد نمود.
این پرونده با پنج رأی موافق اکثریت (شامل مارشال) مورد تصمیم قرار گرفت که مک‌لین جزو موافقین و بالدوین جزو مخالفین بودند. جانسون به دلیل بیماری غایب بود. حمایت استوری و تامپسون برای چروکی منتشر شده بود و ژست همدلانهٔ مارشال هم‌جهت با نظر پیشینش در «ملت چروکی» بود. این دادگاه تصمیمش در رابطه با رفتاری که با قبایل چروکی در ۳ مارس ۱۸۳۲ میلادی نشر داده شده بود را در تضاد با قانون اساسی دید. مارشال برای دوال، استوری و تامپسون نوشته‌ای فرستاد. بالدوین با نتیجه‌گیری او مبنی بر عدم صلاحیت دادگاه مخالف بود، چرا که معتقد بودند سوابق توسط منشی دادگاه جورجیا بدست آمده‌است، نه خود دادگاه. او با نظر قاضی مارشال موافقت کامل داشت، این عقیده که چروکی ملتی مستقل است و اینکه «این دادگاه بر این عقیده است که آنها از نظر قضایی بر روی زمین‌هایی که اشغال کرده‌اند تسلط قضایی دارند». بالدوین با ادامه مخالفتش اینطور حکم کرد که «وجود ملتی از قبایل سرخپوست» براساس قانون اساسی وابسته به قدرت جورجیا «و حقوق خودش و موافقتنامه ۱۸۰۲ میلادی» مشروع می‌باشد. با این وجود بالدوین هرگز عقیده‌اش را به «ریپورتر پیترز» ارائه نکرد. در ۳ مارس ۱۸۳۲ میلادی، بسیاری از روزنامه‌ها نظرات دادگاه را منعکس نمودن. سازمان انتشاراتی اصلی اداره ریاست‌جمهوری جکسون به عنوان بخشی از کمپین ضد-وورستر خود، رویداد ضد چروکی جانسون در پرونده «ملت چروکی در مقابل جورجیا» را منتشر کرده و قول داد تا همان راه مخالفت وورسترِ بالدوین را دنبال کند. عقیده وورسترِ مارشال در ۲۲ مارس پدیدار گشت. مخالفت یک‌تنهٔ بالدوین توسط یکی از گماشتگان جکسون و در چالشی قابل توجه از سوی دادگاه تجمیعی برای اداره جکسون بیان شد، به طوری که هنوز به صورت چاپی پدیدار نگشته بود. یکی از محققین با ارجاع به مقاله منتشر شده توسط «واشینگتن گلوب» در ۳ مارس ۱۸۳۲ میلادی چنین نتیجه‌گیری می‌کند که عدم افشای مخالفتش نشان‌دهندهٔ آگاهی بالدوین از جو سیاسی ملتهب در رابطه با حقوق ایالت‌ها در آن زمان بود. پرونده‌ای دیگر که بالدوین در آن مخالفت خود را نشان داد «ایالات متحده در مقابل آمیستاد (۱۸۴۱)» بود که در کل حرفه بالدوین رایج بوده و این عقیده نیز منتشر نگشت.